# Anna Vock
Anna Vock (13 de enero de 1885, Anglikon, Argovia - 4 de diciembre de 1962, Zúrich) fue la principal activista del movimiento LGBT de Suiza, en el período de entreguerras. 
En este periodo la homosexualidad masculina era ilegal en Suiza, no así la femenina, aunque no estuviera bien considerada, lo que le permitió a Anna Vock más libertad de acción que a los hombres, a pesar de ser vigilada por la policía.

## Fundadora de asociaciones homosexuales
En 1931 junto con Laura Thoma, en el puesto de presidenta y Vock como secretaria, formó el grupo Amicitia (Amistad) con el objetivo de organizar a las lesbianas y sacarlas de su tradicional aislamiento. Aunque como se anunciaron con el discreto nombre de “club de mujeres” también se incorporaron al grupo mujeres heterosexuales. En octubre de ese mismo año decidieron unirse a la recién fundada organización de gays, Excentric, para lo que refundaron el grupo haciéndolo exclusivo para lesbianas. 
Posteriormente en abril de 1933 tras disolverse Excentric Anna Vock, ahora presidenta, invitó a los hombres a integrarse en su grupo para luchar ambos sexos en común renombrándolo como Schweizer Freundschaftsverband Amicitia (Asociación de amistad suiza Amicitia).

## Editora de revista
Desde 1932 el grupo editó la revista Freundschafts-Banner (Bandera de amistad), que tras varios cambios de nombre terminó siendo Der Kreis (El círculo, 1942-1967), la principal publicación homófila regular europea. Anna Vock empezó dedicándose de la sección femenina y los anuncios personales, involucrándose cada vez más terminó siendo la editora. Todos los miembros utilizaban seudónimos en la revista y el de Vock fue Mammina (Mamaita).
Debido a su responsabilidad en la sección de anuncios personales fue acusada de “tolerancia” y condenada por los tribunales, aunque posteriormente fue absuelta en la apelación.
Gracias a sus campañas, las leyes de sodomía en Suiza fueron derogadas, tras un referéndum, como parte de una revisión global del código penal en 1942.
Anna Vock permaneció como editora hasta 1943, aunque había delegado anteriormente parte de sus tareas en su sucesor Karl Meier.
Murió en Zúrich el 4 de diciembre de 1962. En el número de enero de 1963 de Der Kreis, en su obituario, se decía: «Adiós, Mammina. Tu nombre permanecerá para siempre unido a nuestra causa en Suiza. Tú preparaste el terreno en el que nosotros debemos construir. Ojalá tengamos éxito.»